# Marfa Dhervilly
Pour les articles homonymes, voir Hervilly (homonymie).
Marthe Jenny Dutreix dite Marfa Dhervilly ou d'Hervilly, née  le 9 novembre 1876 dans le 17e arrondissement de Paris, et morte à Lagny-sur-Marne, Seine-et-Marne, le 18 novembre 1963, est une actrice française.
Elle est inhumée à Couilly-Pont-aux-Dames (Seine-et-Marne)

## Filmographie
- 1922 : Prix de beauté de René Carrère
- 1926 : Mots croisés de Pierre Colombier et Michel Linsky
- 1927 : Mon Paris d'Albert Guyot et Germaine Dulac
- 1930 : Romance à l'inconnue de René Barberis
- 1931 : Bric-a-brac et compagnie d'André E. Chotin (court métrage) : Mme Verly
- 1931 : Grains de beauté de Pierre Caron et Léonce Perret : Tante Aurélie
- 1931 : Isolons-nous Gustave de Marc Allégret (court métrage)
- 1931 : Olive se marie de Maurice de Canonge (court métrage)
- 1931 : Rien que la vérité de René Guissart : La princesse Mochada
- 1931 : Silence d'André E. Chotin (court métrage)
- 1932 : Avec l'assurance de Roger Capellani : Mme Sardinoy
- 1932 : Colette et son mari / Les Amoureux de Colette d'André Pellenc
- 1932 : La Fleur d'oranger d'Henry Roussell : Mme de Saint-Fugasse
- 1932 : Franches lippées de Jean Delannoy (court métrage)
- 1932 : Il faut rester garçon d'André E. Chotin (court métrage)
- 1932 : Les jeux sont faits de Jean de Marguenat (court métrage)
- 1932 : Moune et son notaire d'Hubert Bourlon : Mme Parpevielle
- 1932 : Le Soir des rois de Jean Daumery
- 1932 : Une jeune fille et un million de Max Neufeld et Fred Ellis : La tante de Kitty
- 1932 : Y'a erreur de Joseph Tzipine (court métrage)
- 1933 : La Fille du régiment de Karel Lamač et Pierre Billon : Lady Diana
- 1933 : Je te confie ma femme de René Guissart
- 1933 : Une petite femme en or d'André Pellenc (court métrage)
- 1933 : Une rencontre de René Guy-Grand (court métrage)
- 1933 : Un jour viendra de Gerhard Lamprecht et Serge Veber : Tante Agathe
- 1934 : Sapho de Léonce Perret : Clara
- 1934 : Princesse Czardas de Georg Jacoby et André Beucler : La princesse Weylersheim
- 1934 : Turandot, princesse de Chine de Gerhard Lamprecht et Serge Veber : L'impératrice
- 1935 : La Marche nuptiale de Mario Bonnard : Mme de Plessans
- 1935 : J'aime toutes les femmes de Carl Lamac et Henri Decoin : La princesse Lordowska
- 1935 : Léonie est en avance de Jean-Pierre Feydeau (court métrage)
- 1935 : Meute et Kangourous de René Delacroix (court métrage)
- 1935 : Pluie d'or de Willy Rozier
- 1936 : Les Deux Favoris de Georg Jacoby et André J. Hornez
- 1936 : Donogoo de Reinhold Schünzel et Henri Chomette
- 1937 : Paris de Jean Choux
- 1937 : La Danseuse rouge de Jean-Paul Paulin
- 1937 : Neuf de trèfle de Lucien Mayrargue : La comtesse
- 1937 : Les Perles de la couronne de Sacha Guitry et Christian-Jaque : La vieille courtisane
- 1938 : L'Avion de minuit de Dimitri Kirsanoff
- 1938 : Café de Paris d'Yves Mirande et Georges Lacombe : La dame excentrique
- 1938 : Firmin, le muet de Saint-Pataclet de Jacques Séverac : Mme Plumet
- 1938 : Fort Dolorès de René Le Hénaff
- 1938 : Remontons les Champs-Élysées de Sacha Guitry et Robert Bibal : Une tricoteuse
- 1939 : Trois de Saint-Cyr de Jean-Paul Paulin
- 1939 : Après Mein Kampf, mes crimes d'Alexandre Ryder
- 1939 : La Famille Duraton de Christian Stengel
- 1939 : L'Héritier des Mondésir d'Albert Valentin : La cliente de Waldemer
- 1940 : Espoirs de Willy Rozier
- 1940 : Monsieur Hector de Maurice Cammage : Une vieille cliente
- 1941 : Le Duel de Pierre Fresnay ( Une infirmière, elle n'apparaît pas dans les copies actuellement visibles)
- 1942 : Vie privée, de Walter Kapps : La directrice
- 1942 : La Femme perdue de Jean Choux : La dame curieuse
- 1942 : L'Honorable Catherine de Marcel L'Herbier : Une invitée
- 1945 : Échec au roy de Jean-Paul Paulin : Une dame de Saint-Cyr
- 1946 : Le Château de la dernière chance de Jean-Paul Paulin : Une cliente
- 1946 : Monsieur chasse de Willy Rozier : La douairière
- 1946 : Les jeux sont faits de Jean Delannoy
- 1948 : Aux yeux du souvenir de Jean Delannoy : Une passagère
- 1948 : La Passagère de Jacques Daroy
- 1949 : Fantômas contre Fantômas de Robert Vernay : La dame du métro
- 1949 : Au revoir Monsieur Grock de Pierre Billon : Une spectatrice
- 1952 : La Minute de vérité de Jean Delannoy
- 1955 : L'Affaire des poisons d'Henri Decoin : Une Cliente
- 1955 : Marie-Antoinette reine de France de Jean Delannoy

## Théâtre
- 1919 : La Belle du Far-West, opérette, musique Germaine Raynal, livret Maurice de Marsan, mise en scène Aimé Simon-Girard, théâtre de l'Apollo
- 1922 : Un million dans une main d'enfant, conte dramatique et musical en 4 actes d'Alfred Machard, musique de Victor Larbey au Théâtre Albert 1er[2].
- 1925 : Un homme léger de Maurice Donnay, mise en scène Camille Choisy, Théâtre de l'Étoile
- 1939 : C'est moi qui ai tué le Comte de Max Viterbo et Marcel Dubois d'après Alec Coppel, mise en scène Maurice Lagrenée, Théâtre de la Potinière
- 1940 : Le Loup-Garou de Roger Vitrac, mise en scène Raymond Rouleau, Théâtre des Noctambules
- 1949 : Chéri de Colette, mise en scène Jean Wall,   Théâtre de la Madeleine